# ブラキオプス上科
ブラキオプス上科（ブラキオプスじょうか、学名：Brachyopoidea）は迷歯亜綱分椎目に属する絶滅両生類。中生代三畳紀初期（あるいは古生代ペルム紀末期）に誕生し、迷歯亜綱で唯一本上科のみが三畳紀末の大絶滅を生き延びた。ジュラ紀にも勢力が衰えつつも広く分布し、白亜紀中期に絶滅。全世界的に分布していたが、特に南半球に多かった。

## 特徴
頭部は非常に幅広く扁平で、いくつかの種では頭部の幅が胴の倍も広くなっていた。眼窩は前方に偏る。歯は大きく多数で魚食に適していた。
短い胴部と長い尾、弱い四肢を持ち、側線が発達していた。地上でも動けないことは無かったろうが、明らかに水中生活に長けていた。

## 分類
ゴンドワナ大陸南部に生息していたリチドステウス上科を起源とすると考えられている。ペルム紀末期の Bothriceps australis や三畳紀初期の Austrobrachyops jenseni が本上科中最も原始的な種といわれているが、これらは以下の2科の中には分類されていない。
キグチサウルス科 Chigutisauridae
三畳紀中期から白亜紀前期まで南米、オーストラリア、インドなどゴンドワナ大陸各地に生息。三畳期末の大絶滅後はゴンドワナ大陸唯一の迷歯亜綱となる。頭部後方に角状の突起があった。大型の水生捕食者。
ペロロセファルス属 Pelorocephalus
三畳紀後期のアルゼンチンに生息。頭長50cm。
コンプソセロプス属 Compsocerops
クティセファルス属 Kuttycephalus
上記2属ともに三畳紀後期のインドに生息。
シデロプス属 Siderops
ジュラ紀前期のクイーンズランドに生息。全長2.6m。クーラスクス属の祖先と見られる。
クーラスクス属 Koolasuchus
迷歯亜綱中最後の種。当時南極圏であるオーストラリア南部に生息していた。頭長80cm、全長5mに及ぶ。
ブラキオプス科 Brachyopidae
三畳紀初期からジュラ紀まで北米、南米、オーストラリア、インド、中央アジア、中国など世界各地に生息。三畳紀末の大絶滅以降は主としてアジアに生息していたが、ワニ類が進出してくるのと歩調をあわせるように姿を消していった。比較的小型で全長は最大1.5mくらいまでだが、ニュージーランドから産出したジュラ紀初期の幅1.5mに及ぶ頭骨の化石が本科に属する可能性がある。全長は推定7-8mとされ、プリオノスクスと最大の両生類の座を争うかもしれない。
バトラコスクス属 Batrachosuchus または Blinasaurus
三畳紀のオーストラリアと南米に生息。頭長は20cm。
ゴビオプス属 Gobiops
ジュラ紀後期のモンゴルに生息。
フェルガノバトラクス属 Ferganobatrachus
ジュラ紀中期のキルギスタンに生息。
シノブランキオプス属 Sinobrachyops
ジュラ紀の中国とモンゴルに生息。クーラスクスが発見されるまでは最後の迷歯亜綱と言われていた。

## ギャラリー

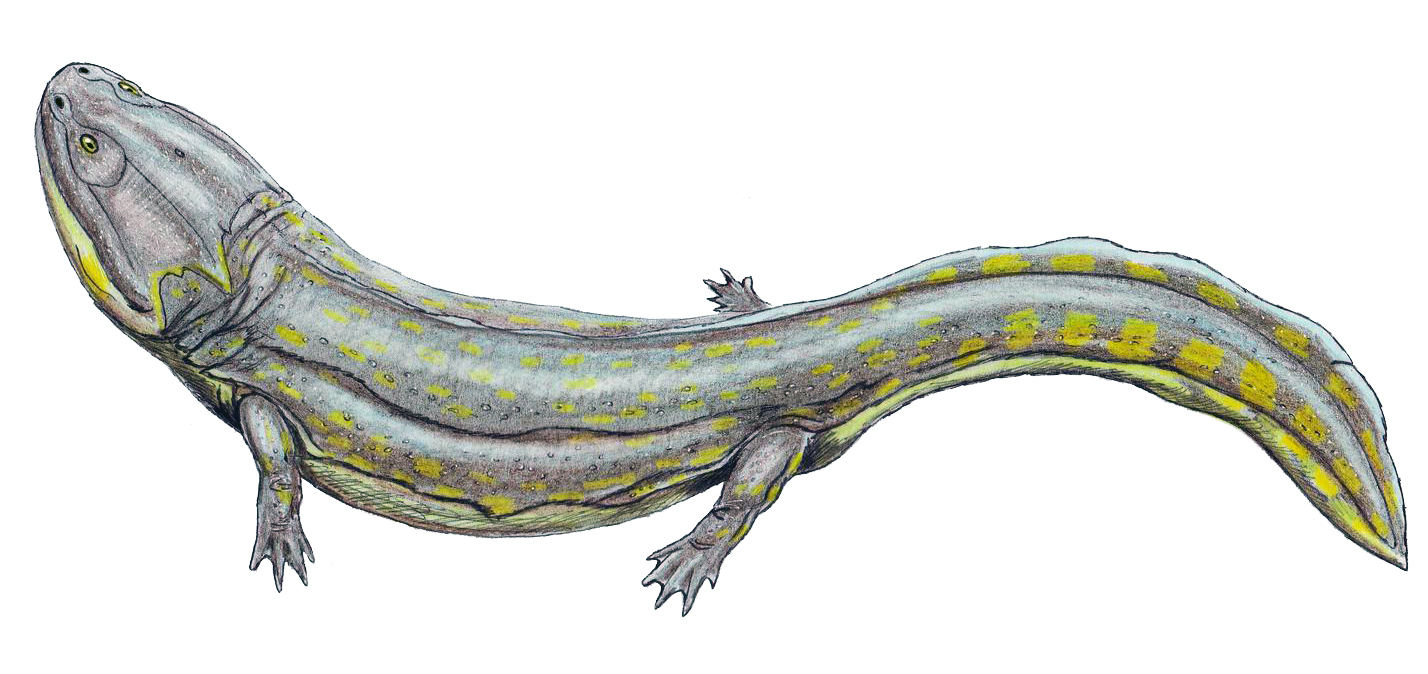
Compsocerops cosgriffi
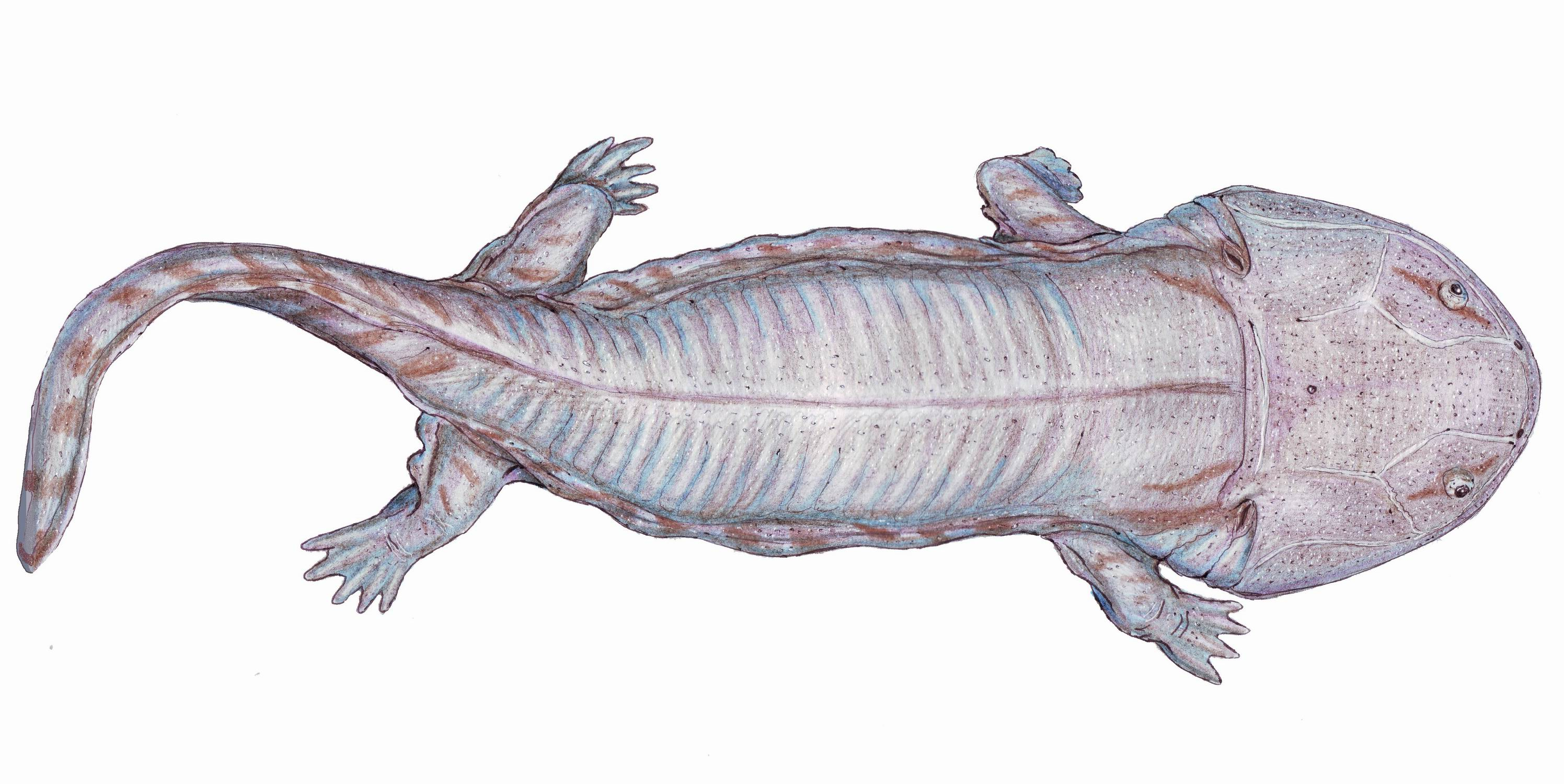
Siderops kehli
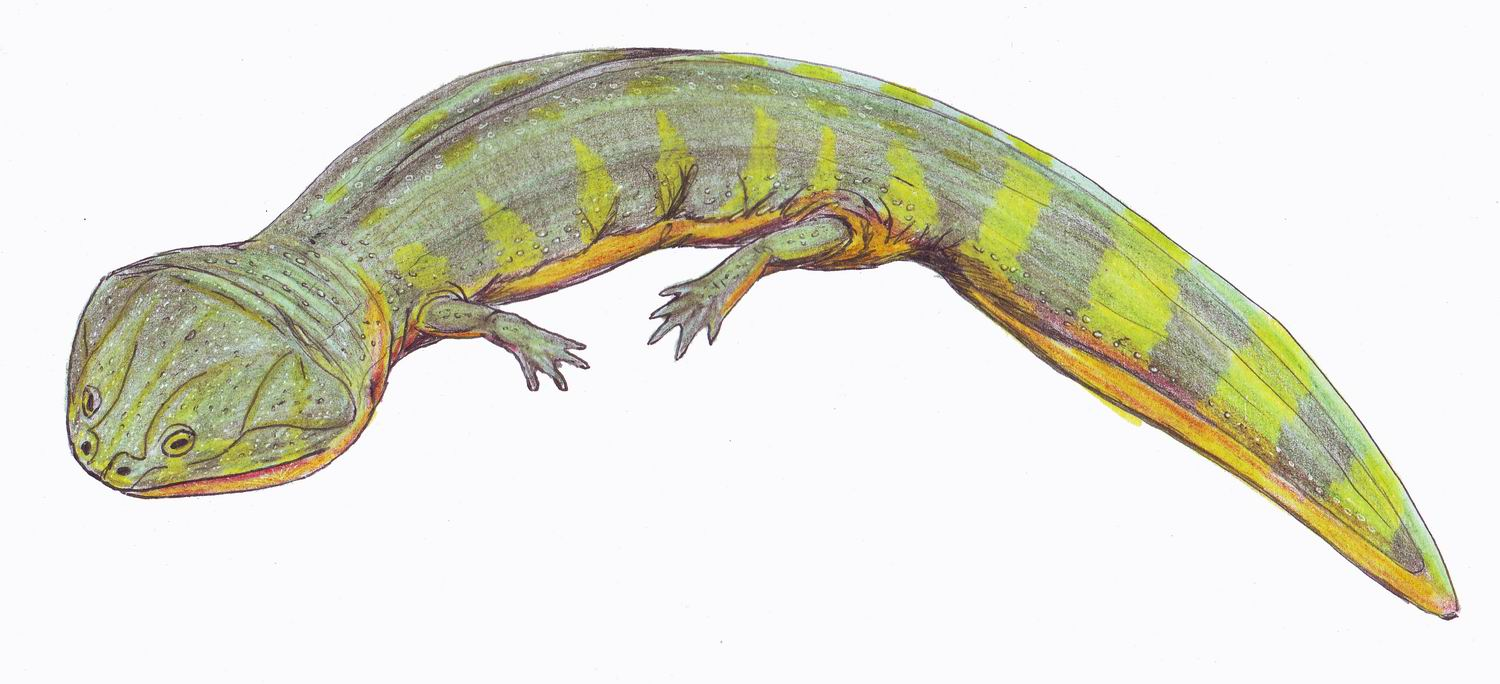
Batrachosuchus watsoni